# کهربا استاچوفسکی
کهربا استاچوفسکی (انگلیسی: Amber Stachowski؛ زادهٔ march ۱۴, ۱۹۸۳ (۴۲ سال)) ورزشکار واترپلو اهل ایالات متحده آمریکا است.
وی در مسابقات کشوری و بین‌المللی در مجموع برندهٔ ۱ مدال طلا، ۱ مدال برنز شده‌است.